# دولورس هیدالگو

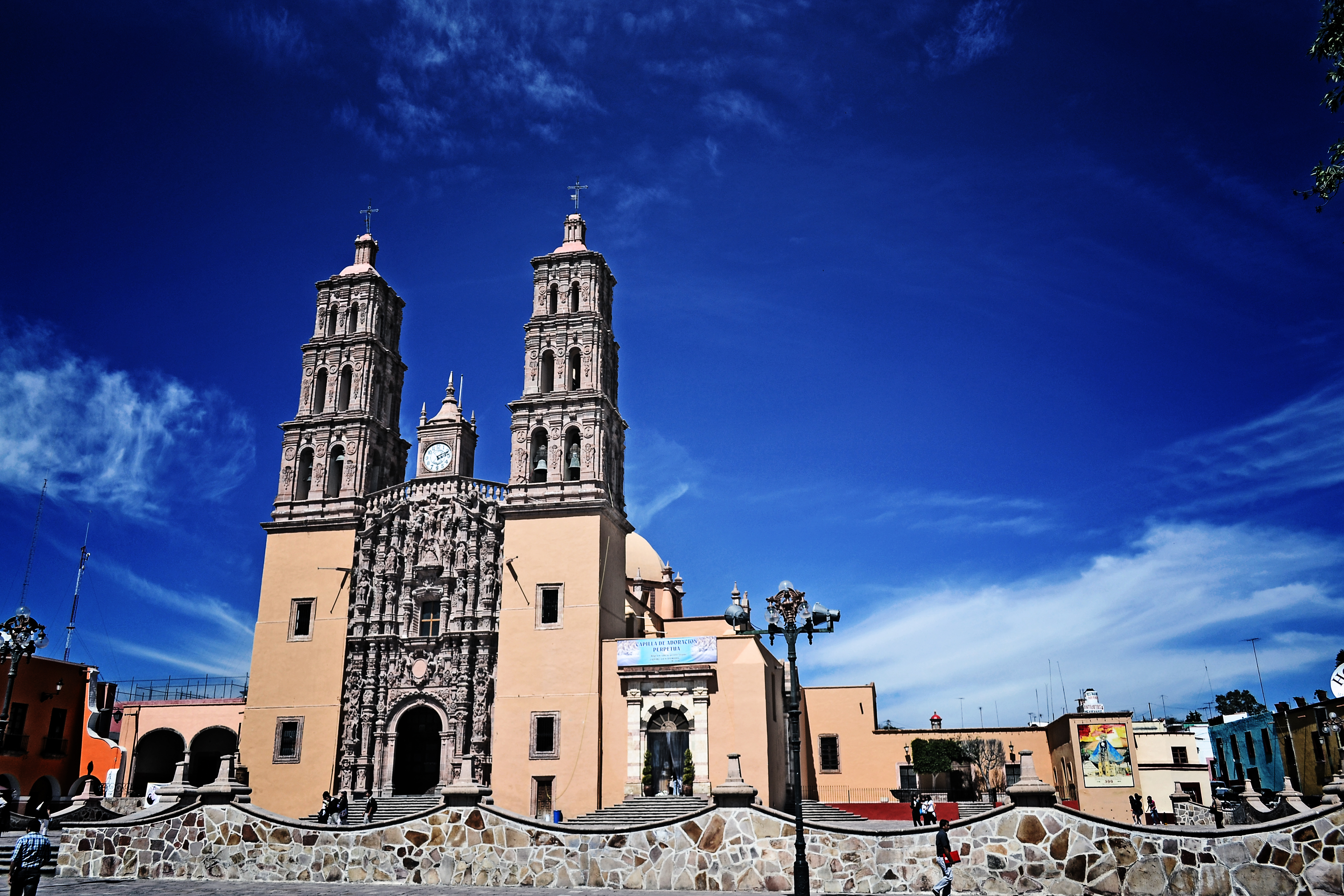
نمایی از نماد شهر دولورس هیدالگو در مکزیک

دولورس هیدالگو (به اسپانیایی: Dolores Hidalgo) از شهرهای کشور مکزیک است که در ایالت گوآناخوآتو قرار دارد و جمعیت آن طبق سرشماری سال ۲۰۱۰ میلادی ۱۳۴٬۶۴۷ نفر بوده است.